# Gerda Brähmer
Gerda Brähmer (* 16. Mai 1926 in Berlin) ist eine deutsche Grafikerin und Illustratorin.

## Leben und Werk
Gerda Brähmer absolvierte von 1941 bis 1944 in Berlin eine Lehre als Gebrauchswerberin. Dann arbeitete sie in Berlin bis 1945 beim Werbedienst Vöttiner, bis 1946 als Atelierleiterin beim Werbedienst Sallein und bis 1947 beim Orgo-Verlag. Von 1947 bis 1950 studierte sie an der Meisterschule für das Kunsthandwerk in Berlin-Charlottenburg. Danach arbeitete sie in Ostberlin als freischaffende Grafikerin und Illustratorin. Sie machte gebrauchsgrafische Arbeiten für die DEWAG-Werbung, schuf aber auch freie grafische Arbeiten. Für den Berliner Verlag Volk und Wissen illustrierte sie mehrere Bücher zu lern- und erziehungsdidaktischen Fragen für Gehörlosenschulen und die Arbeit im vorschulischen Bereich und im Kindergarten, die z. T. auch im Klett-Verlag Stuttgart erschienen, und die viele Auflagen fanden. Das von ihr mit Scherenschnitten illustrierte Buch von Carl Jorich Wir rechnen bis 10 – Rechenfibel für Gehörlose (Verlag Volk und Wissen, Berlin) wurde 1961 im Wettbewerb Schönste Bücher der DDR  ausgezeichnet.
Gerda Brähmer war Mitglied des Verbands Bildender Künstler der DDR.

## Fotografische Darstellung Gerda Brähmers
- Barbara Morgenstern: Gerda Brähmer (1960)[2]

## Weitere Werke (Linolschnitte)
- Bettina (1956, 19 × 29 cm; auf der Ausstellung „Frauenschaffen und Frauengestalten in der bildenden Kunst“)
- Kann er schon laufen? (1953)[3][4]
- Im Kindergarten (1953, 21 × 30 cm)
- Mädchen mit Handpuppen (1953)[5][4]
- Mädchen mit Katze (1953)[6][4]

## Ausstellungen (mutmaßlich unvollständig)
- 1952: Bautzen, Görlitz und Zittau (Wanderausstellung „Berliner Künstler“)
- 1960: Berlin, Pavillon der Kunst („Frauenschaffen und Frauengestalten in der bildenden Kunst. 50 Jahre Internationaler Frauentag.“)